# ナイジェリア中央銀行
ナイジェリア中央銀行（ナイジェリアちゅうおうぎんこう、英語: Central Bank of Nigeria、略称: CBN）は、 ナイジェリアの中央銀行。

## 歴史・概要
ナイジェリア中央銀行の起源は、1913年に設立された英国西アフリカ通貨局である。ナイジェリアでは英領西アフリカの共通通貨として西アフリカ・ポンドを発行した。1958年3月、ナイジェリア中央銀行が設置され、翌1959年7月1日から営業を開始した。